# Sidonie von Krosigk
Sidonie von Krosigk (Monaco di Baviera, 21 ottobre 1989) è un'attrice tedesca.
All'età di sette anni, nel 1997, per la prima volta calca le scene con "La vendetta del Waas Carola". Un anno dopo, ha il suo primo ruolo da protagonista. Nel 2002 viene meglio conosciuta come la streghetta Bibi Blocksberg, nel film Bibi, piccola strega. Nel 2004 gira il seguito interpretando sempre la piccola strega nel film Bibi, piccola strega 2 di Franziska Buch.
Poi nel 2006 ha recitato nel film Pik & Amadeus. Inoltre, ha lavorato come doppiatrice.
Nel semestre estivo 2010 ha studiato recitazione presso l'Università di Musica e Spettacolo di Francoforte.
Per l'interpretazione di Bibi, Sidonie von Krosigk ha vinto il premio come miglior giovane attrice.

## Filmografia
- Anwalt Abel – serie TV, episodio 10x01 (2000)
- Autsch, Du Fröhliche, regia di Jorgo Papavassiliou – film TV (2000)
- Bibi, piccola strega (Bibi Blocksberg), regia di Hermine Huntgeburth (2002)
- Was ist bloß mit meinen Männern los?, regia di Reto Salimbeni – film TV (2002)
- Unsre Mutter ist halt anders, regia di Franziska Buch – film TV (2003)
- Bibi, piccola strega 2 (Bibi Blocksberg und das Geheimnis der blauen Eulen), regia di Franziska Buch (2004)
- Edel & Starck – serie TV, episodio 4x05 (2005)
- Väter - Denn sie wissen nicht was sich tut, regia di Hermine Huntgeburth – film TV (2006)
- Pik & Amadeus – Freunde wider Willen, regia di Dominikus Probst – film TV (2006)
- Der Froschkönig, regia di Franziska Buch – film TV (2008)
- Für immer 30, regia di Andi Niessner – film TV (2011)
- Il commissario Köster (Der Alte) – serie TV, episodio 3x42 (2012)
- Un ciclone in convento (Um Himmels Willen) – serie TV, episodio 17x12 (2018)
- Tempesta d'amore (Sturm der Liebe) – soap opera, 28 puntate (2018)